# Humusové povrchové horizonty
Humusové povrchové horizonty (zkráceně Horizont A) jsou diagnostické horizontální celky půdního profilu určující charakter půdotvorných procesů v nich probíhajících. Nacházejí se zpravidla pod O horizonty a nad E horizonty. Je nutné si však uvědomit, že v některých půdách tyto horizonty mohou chybět. Jsou charakterizovány tmavou barvou a akumulací organických látek, které tvoří do 30 % objemu této části půdy. Dle kvality a mocnosti se dělí na Am, Au, Ae, Al, Ao, Aa a Ap, podrobnější rozdělení pak zahrnuje Amu, Amg a Aug horizont. Přechodným horizontem je AK (viz níže).

## Rozdělení
Jak již bylo zmíněno v úvodu, humusové povrchové horizonty se dělí dle charakteristik na:
- Am – povrchový humusový mollikový horizont. Je sorpčně nasycený. Převažují šedé humínové kyseliny. Bývá více než 20 cm tlustý.
- Au – povrchový humusový umbrikový horizont. Převažují zde hnědé humínové a fulvokyseliny. Mocnost bývá přes 20 cm.
- Ae – povrchový humusový eluviální (vybělený) horizont. Vyvíjí se převážně na podzolech. Bývá vybělený, mocnost pod 10 cm.
- Al – povrchový humusový melanický (řecky melanos – tmavý) horizont. Je charakterizován vyrovnaným poměrem humínových a fulvokyselin. Někdy mohou fulvokyseliny převažovat.
- Ao – povrchový humusový ochrický (řec. ochros – plavý) horizont. Vyvíjí se na iniciálních půdách.
- Aa – povrchový humusový andický horizont. Má vysoký obsahu humusu a hloubku nad 30 cm.
- Ap – povrchový humusový orniční horizont. Jedná se o humusový horizont na polích.

Další horizonty jsou pak:
- Amu – přechodný molliko-umbrikový horizont.
- Amg – molikový horizont semiterestrických půd.
- Aug – umbrikový horizont semiterestrických půd.

### Přechodné horizonty
Jediným popsaným přechodným humusových horizontem na území ČR je AK. AK je povrchový humusový antropický horizont, který je uměle vytvářen a přetvářen člověkem.

## Další
V taxonomickém klasifikačních systémech se objevují:
- Ad – anhydromorfní drnový humusový horizont, přírodních primárních (horských) travinných společenstev[1]
- Ah – anhydromorfní lesní humusový horizont, v sekvenci O-Ah má mocnost do 0,1 m[1]